# 메타시티
메타시티(Metacity)는 그놈 2 데스크톱 환경에 사용되었던 기본 창 관리자이다. 그놈 3에서 Mutter로 치환되었다. 그놈 2.x 시리즈 세션에 유사한 사용자 경험을 제공하는 그놈 3용 세션인 그놈 플래시백(GNOME Flashback)에는 여전히 사용된다.
메타시티의 개발은 하복 페닝턴에 의해 시작되었으며 GNU 일반 공중 사용 허가서로 배포되었다. 그놈 2.2에 메타시티를 도입하기 전까지 그놈은 인라인먼트와 쏘피시를 창 관리자로서 사용했다.
메타시티는 GTK라는 그래픽 위젯 툴킷을 사용하여 사용자 인터페이스 구성 요소를 생성하며 테마를 입힐 수 있고 다른 GTK 애플리케이션들과 혼합이 가능하다. 처음에 메타시티는 GTK 2를 사용했으나 버전 3.12.0 기준으로 GTK 3로 이식되었다.